# Дубниковское сельское поселение
Дубниковское сельское поселение — муниципальное образование (сельское поселение) в составе Сернурского района Марий Эл Российской Федерации.
Административный центр поселения — деревня Дубники.

## История
Статус и границы сельского поселения установлены Законом Республики Марий Эл от 18 июня 2004 года № 15-З «О статусе, границах и составе муниципальных районов, городских округов в Республике Марий Эл».

## Население
| 2002  | 2010  | 2011  | 2012  | 2013  | 2014  | 2015  |
| ----- | ----- | ----- | ----- | ----- | ----- | ----- |
| 984   | ↗1192 | ↘1190 | ↘1159 | ↘1146 | ↘1113 | ↘1103 |
| 2016  | 2017  | 2018  | 2019  | 2020  | 2021  | 2023  |
| ↘1085 | ↘1079 | ↘1064 | ↘1028 | ↘1019 | ↘891  | ↘880  |

## Известные уроженцы
Губин Николай Петрович (1912 — после 1985) — советский военный деятель. В годы Великой Отечественной войны ― командир дивизиона 555 артиллерийского пушечного полка, начальник штаба артиллерийской бригады 70 гвардейского пушечного артиллерийского полка 19 тяжёлой артиллерийской дивизии. Полковник (1960). Дважды кавалер ордена Красного Знамени и ордена Отечественной войны I степени. Член ВКП(б) с 1943 года.

## Состав поселения
В состав сельского поселения входят 12 деревень:
| №  | Населённый пункт | Тип населённого пункта          | Население |
| -- | ---------------- | ------------------------------- | --------- |
| 1  | Дубники          | деревня, административный центр | ↗170      |
| 2  | Андрюшенки       | деревня                         | →13       |
| 3  | Красная Горка    | деревня                         | ↘51       |
| 4  | Лепешкино        | деревня                         | →48       |
| 5  | Лоскутово        | деревня                         | ↗366      |
| 6  | Мари-Шолнер      | деревня                         | ↘167      |
| 7  | Обронино         | деревня                         | ↗4        |
| 8  | Скулкино         | деревня                         | ↗39       |
| 9  | Тимино           | деревня                         | ↗131      |
| 10 | Токтарово        | деревня                         | ↗93       |
| 11 | Урмыж            | деревня                         | ↘32       |
| 12 | Шукшиер          | деревня                         | →78       |